# Jakubów (Świdnica)
Jakubów (deutsch Jakobsdorf, 1927–1945 Grunau-Jakobsdorf) ist ein Ort in der Landgemeinde Świdnica (Schweidnitz) im Powiat Świdnicki der Woiwodschaft Niederschlesien in Polen.

## Lage
Nachbarorte von Jakubów  sind Bystrzyca Dolna (Nieder Weistritz) im Westen, Boleścin (Pilzen) im Osten, Makowice (Schwengfeld) im Süden und Swidnica (Schweidnitz) im Norden. 

## Geschichte
Erstmals urkundlich erwähnt wurde „Jacobisdorff“, das zum Herzogtum Schweidnitz gehörte, im Jahre 1369. Der Ortsname leitet sich möglicherweise von einem Lokator Namens Jakob ab. Territorial gehörte Jakobsdorf zum. Nach dem Tod des Herzogs Bolko II. 1368 fiel Jakobsdorf zusammen mit dessen Herzogtum erbrechtlich an die Krone Böhmen, wobei Bolkos II. Witwe Agnes bis zu ihrem Tod 1392 die Nutznießung zustand. Zu Beginn des 15. Jahrhunderts war der Schweidnitzer Patrizier Johann Plazmeister Eigentümer des Dorfes. Dessen Erben verkauften es 1407 an Nikolaus Puschke genannt Mühlheim. Von den Mühlheimern gelangte es an den Ritter George Czettriz auf Fürstenstein und 1457 an Hans von Peterswalde, genannt Bresnicz auf Schwengfeld. 1548 besaß es Siegmund von Seidlitz und 1568 Daniel von Seidlitz, der es noch 1594 bewirtschafte. Es folgten Christoph Ernst von Sommerfeld und Falkenhain, 1685 dessen Sohn Franz Albrecht von Sommerfeld und 1691 dessen gleichnamiger Sohn.  
Nach dem Ersten Schlesischen Krieg fiel Jakobsdorf 1742 mit dem größten Teil Schlesiens an Preußen und wurde in den Kreis Schweidnitz eingegliedert, mit dem es bis 1945 verbunden blieb. 1783 war der Besitzer August von Gellhorn. Jakobsdorf unterstand der Kriegs- und Domänenkammer Breslau, bis es im Zuge der Stein-Hardenbergischen Reformen 1815 dem Regierungsbezirk Reichenbach der Provinz Schlesien zugeordnet wurde. 1785 zählte das Dorf ein Vorwerk, sechs Gärtner und 57 Einwohner. 1845 waren es zehn Häuser, ein herrschaftliches Schloss, ein Vorwerk, 81 überwiegend evangelische Einwohner (vier katholisch). Bis 1842 gehörte das Gut dem Landrat a. D. Eduard von Gellhorn und danach dessen Sohn Ubaldo von Gellhorn. Der letzte Besitzer war bis 1945 Gotthard Freiherr von Kettler. 1895 lebten in Jakobsdorf 53 Personen, davon 25 männlich und 28 weiblich, 30 Personen evangelisch und drei Personen katholisch. Evangelisch war Jakobsdorf zur Friedenskirche Schweidnitz und katholisch zur Schweidnitzer Pfarrkirche der hll. Stanislaus und Wenzel gepfarrt. Die Kinder besuchten die Schule in Grunau. 1874 wurde der Amtsbezirk Jakobsdorf gegründet, der aus den Landgemeinden Grunau, Jacobsdorf und Pilzen sowie den gleichnamigen Gutsbezirken bestand. 1929 erfolgte die Umbenennung in Amtsbezirk Grunau-Jacobsdorf.
Als Folge des Zweiten Weltkriegs fiel Jakbosdorf mit dem größten Teil Schlesiens 1945 an Polen. Nachfolgend wurde es von der polnischen Administration in Jakubów umbenannt. Die deutschen Einwohner wurden zum größten Teil vertrieben. Die neu angesiedelten Bewohner stammten teilweise aus Ostpolen, das an die Sowjetunion gefallen war.

## Sehenswürdigkeiten
- Schloss Jakobsdorf aus dem 18. Jahrhundert
- Schlosspark